# Sadao Kikuchi
Sadao Kikuchi (jap. 菊地 定夫, Kikuchi Sadao; * 24. Juli 1933 in der Präfektur Hokkaidō; † 10. Dezember 2001) war ein japanischer Skispringer. Er nahm an zwei Olympischen Winterspielen teil und gewann auf nationaler Ebene mehrere Meistertitel.

## Werdegang
Kikuchi, der für das Megmilk Snow Brand Ski Team startete, trat erstmals bei den Nordischen Skiweltmeisterschaften im März 1958 im finnischen Lahti international in Erscheinung. Nach Sprüngen auf 58 und 60,5 Meter belegte er mit einem Rückstand von 36 Punkten den 30. Platz, womit er vor Yōsuke Etō bester Japaner des Wettkampfs war. Wenige Tage später nahm Kikuchi am prestigeträchtigen Holmenkollen-Skifestival in Oslo teil und erreichte dabei bei einem gut besetzen Teilnehmerfeld von 109 Athleten Rang 17. Bei den Olympischen Winterspielen 1960 in Squaw Valley sprang er von der Schanze Papoose Peak Jumps auf den 15. Platz und war so erneut bester Japaner. In den folgenden Jahren ging Kikuchi vermehrt auch außerhalb von Großereignissen bei internationalen Wettbewerben an den Start. So belegte er Anfang März 1961 beim Sprungwettkampf von der Salpausselkä-Schanze im Rahmen der Lahti Ski Games den 18. Platz. Eine Woche später wurde er beim erstmals in vier Durchgängen entschiedenen Spezialsprunglauf des Holmenkollen-Skifestivals Sechster, womit er Spitzenathleten wie Otto Leodolter hinter sich ließ. Diese Leistung konnte er auch bei der kurz darauf stattfindenden norwegischen Springertournee abrufen, die er mit nur 2,4 Punkte Rückstand auf den drittplatzierten Arne Larsen auf dem vierten Rang abschloss. In die Wertung flossen die Wettbewerbe in Voss und Bærum ein, wobei letzterer nach dem ersten Durchgang abgebrochen wurde. Als Zweiter hinter Arne Larsen und vor Antero Immonen hatte Kikuchi dort seine erste internationale Podestplatzierung erzielt.
Bei den 40. japanischen Meisterschaften im Februar 1962 in Sapporo gewann Kikuchi sowohl von der Normal- als auch von der Großschanze den Meistertitel. Im Anschluss flog er wieder nach Europa, wo er im März am Holmenkollen-Skifestival teilnahm. Nach Sprüngen auf 75,5 und 77,5 Meter verpasste er als Vierter nur knapp das Podium. Anfang Februar 1963 belegte Kikuchi beim vorolympischen Sprungwettkampf von der neuen Toni-Seelos-Olympiaschanze in Seefeld in Tirol den zweiten Platz hinter seinem Landsmann Akemi Taniguchi. Am 10. Februar gewann er bei der Cortina Trophy von der Trampolino Italia sein erstes internationales A-Klasse-Springen. Darüber hinaus gewann er erneut den japanischen Meistertitel von der Normalschanze. Auch bei den Miyasama-Games im heimischen Sapporo zeigte Kikuchi starke Sprünge und musste sich letztlich nur dem Norweger Torbjørn Yggeseth geschlagen geben. Nachdem er wenige Wochen später beim Osloer Holmenkollen-Skifestival nur Rang 28 belegt hatte, erreichte er im Rahmen der norwegischen Springertournee in Porsgrunn und Drammen als Dritter sowie in Bærum als Zweiter dreimal das Podest, womit er auch in der Gesamtwertung als Zweiter hinter Toralf Engan herausragend abschnitt.
Im Winter 1963/64 startete Kikuchi mit dem sechsten Platz im schweizerischen Le Brassus in die olympische Saison. Beim Saisonhighlight, den Olympischen Winterspielen 1964 in Innsbruck, kam ihm als Fahnenträger bei der Eröffnungszeremonie eine besondere Ehre zu. Die Wettbewerbe selbst verliefen durchwachsen, sodass er sich mit Rang 26 im Wettbewerb von der Normalschanze sowie mit dem 47. Platz von der Bergisel-Großschanze zufriedengeben musste. Wenige Tage später nahm er an der internationalen Skiflugwoche in Oberstdorf teil, wo er am zweiten Wettkampftag seine persönliche Bestweite von 120 Metern aufstellte. Ende Februar gewann Kikuchi in Ōwani seinen vierten und letzten Meistertitel. Nach der Saison trat er international nicht mehr in Erscheinung.

## Platzierungen bei Olympischen Winterspielen
| Jahr und Ort      | Wettbewerb    | Wettbewerb  | Wettbewerb |
| Jahr und Ort      | Normalschanze | Großschanze |            |
| ----------------- | ------------- | ----------- | ---------- |
| 1960 Squaw Valley | 15.           | –           |            |
| 1964 Innsbruck    | 26.           | 47.         |            |